# Justicia pubiflora
Justicia pubiflora är en akantusväxtart som beskrevs av C. B. Cl.. Justicia pubiflora ingår i släktet Justicia och familjen akantusväxter. Inga underarter finns listade i Catalogue of Life.